# قومية كفين
قومية كفين (بلغة كفين/الفنلندية: Kveeni، باللغة النرويجية: Kvener، بلغة سامي الشمالية: Kveanat)، هي أقلية عرقية في النرويج، ينحدر الكفينيون من الفلاحين وصيادي السمك الفنلنديون الذين هاجروا من الأجزاء الشمالية من فنلندا والسويد إلى شمال النرويج في القرنين الثامن عشر والتاسع عشر. في عام 1996 تم منح قومية كفين وضع الأقلية في النرويج، وفي عام 2005 تم الاعتراف بلغة كفين كلغة أقلية في النرويج.